# Argumentum ad populum
Trong lý thuyết lập luận, một argumentum ad populum (tiếng Latinh: lập luận kêu gọi đám đông) là một lập luận kết luận rằng, một đề xuất là đúng vì nhiều hoặc hầu hết mọi người tin vào nó: "Nếu nhiều người tin như vậy, nó là như vậy."  Trong chủ nghĩa dân túy đó là một chiến thuật hùng biện, trong đó một cái gì đó được cho là đúng bởi vì nó là ý kiến của đa số, ngay cả khi nó không được xác định chắc chắn, trong thực tế, đó có phải là ý kiến của đa số hay không. Ngoài ra, cho dù có, nó không phải là bằng chứng thuyết phục. Nó là một hình thức của argumentum ad verecundiam (lập luận dựa vào thẩm quyền), trong đó đa số được cho là có thẩm quyền.
Sai lầm về sự kêu gọi đám đông là kiểu lý lẽ trong đó người ta kêu gọi tình cảm, đặc biệt là cảm giác quyền lực mà có thể thống trị con người trong những đám đông, hướng họ đến một kết luận bằng tình cảm hơn là lý trí. Loại sai lầm này đem lại sự chấp nhận thiếu suy nghĩ của con người đối với những ý kiến được trình bày theo cách mạnh mẽ và không tự nhiên. Sự kêu gọi quần chúng thường được nói đến là kêu gọi những bản năng thấp nhất của chúng ta, bao gồm cả những bản năng bạo loạn.
Kêu gọi đám đông chỉ được cho phép, nếu các nguyên tắc có chính nghĩa và đúng đắn. người cổ võ có lương tâm. Nó không chính danh, nếu chính nó đã sai lầm và người thuyết phục giả nhân giả nghĩa. Lối lập luận này không được phép dùng để khuấy động tinh thần độc hại, hay một hành động bạo lực.
Đây là loại tranh luận được biết đến bởi một số tên, trong đó kêu gọi quần chúng, kêu gọi vào niềm tin, kêu gọi số đông, lập luận bằng sự đồng thuận, nguỵ biện đồng thuận, thẩm quyền của nhiều người .